# APL (프로그래밍 언어)
APL(A Programming Language)은 고급 수학용 프로그래밍 언어이다. 1957년 케네스 아이버슨에 의해 하버드 대학교에서 발명되었다. 금융 및 보험 애플리케이션, 시뮬레이션, 수학 응용 프로그램 등 다양한 응용에서 사용되었다.

## 기본 연산
- A Plus B:더하기
- A Minus B: 빼기
- A Times B: 곱하기
- A Divided-by B: 나누기

## 구현 알고리즘
- 코사인
- 현재 시간
- 분량
- 디스플레이
- 나누기
- 지수
- 함수 보기
- 감마 함수
- 쌍곡선 코사인
- 쌍곡선 사인
- 쌍곡선 탄젠트
- 역코사인
- 역쌍곡선 코사인
- 역쌍곡선 사인
- 역쌍곡선 탄젠트
- 역사인
- 역탄젠트
- 나누기 행렬
- 빼기
- 나머지
- 자연 지수
- 다음 정의 선
- 수 입력 변환
- 수 출력 변환
- 파이 시간
- 더하기
- 의사 임의수 생성기
- 키보드 읽기
- 사인
- 탄젠트
- 곱하기
- 시간표
- 제곱승
- 추적 디스플레이

## 정의된 연산
A와 B는 일치A와 B가 같은 수이면 1(one)을 반환하고, 그렇지 않으면 0(zero)를 반환하는 연산
A의 신호A가 양수이면 1을 반환하고, A가 0이면 0을 반환,A가 음수 하나(one)를 반환하는 연산
A는 B보다 크다A가 양수이고 B가 음수이면 1을,A 빼기 B가 양수이면 1,그렇지 않으면 0을 반환하는 연산.
A는 B보다 작다B가 A보다 크면 반환하는 연산
부정(negation)A0(zero) 빼기 A를 반환하는 연산
A의 절댓값A가 음수가 아닌 수이면 A를, 그렇지 않으면 부정 A를 반환하는 연산
A의 정확한 하한B가 A와 같거나 B가 A보다 작다면, 가장 높은 정수 B를 반환하는 연산
A의 정확한 상한B가 A와 같거나 B가 A보다 크다면,가장 작은 정수 B를 반환하는 연산